# Loma Larga, Carrillo Puerto
Loma Larga är en ort i Mexiko.   Den ligger i kommunen Carrillo Puerto och delstaten Veracruz, i den sydöstra delen av landet, 280 km öster om huvudstaden Mexico City. Loma Larga ligger 161 meter över havet och antalet invånare är 183.
Terrängen runt Loma Larga är platt, och sluttar österut. Runt Loma Larga är det ganska tätbefolkat, med 65 invånare per kvadratkilometer. Närmaste större samhälle är Cerro Alto, 1,9 km söder om Loma Larga. Omgivningarna runt Loma Larga är en mosaik av jordbruksmark och naturlig växtlighet.